# Byte (periodico)
Byte è stata una rivista mensile statunitense di informatica dedicata ai microcomputer. Nel periodo compreso fra la fine degli anni settanta e per buona parte degli anni ottanta la rivista riscosse molto successo grazie ad un'ampia copertura editoriale. Laddove molte riviste di metà anni '80 si rivolgevano principalmente alla piattaforma MS-DOS o al Mac, in genere da un punto di vista dell'utente business o domestico, Byte si interessava agli sviluppi dell'intero settore dei personal computer e del software, spesso con incursioni anche nel mondo dei supercomputer, con articoli molto tecnici, più che orientati all'utente.
Le pubblicazioni su carta, con cadenza mensile, iniziarono nel 1975, poco dopo la comparsa sul mercato dei primi personal computer, e cessarono nel 1998.

## Storia editoriale

### Fondazione

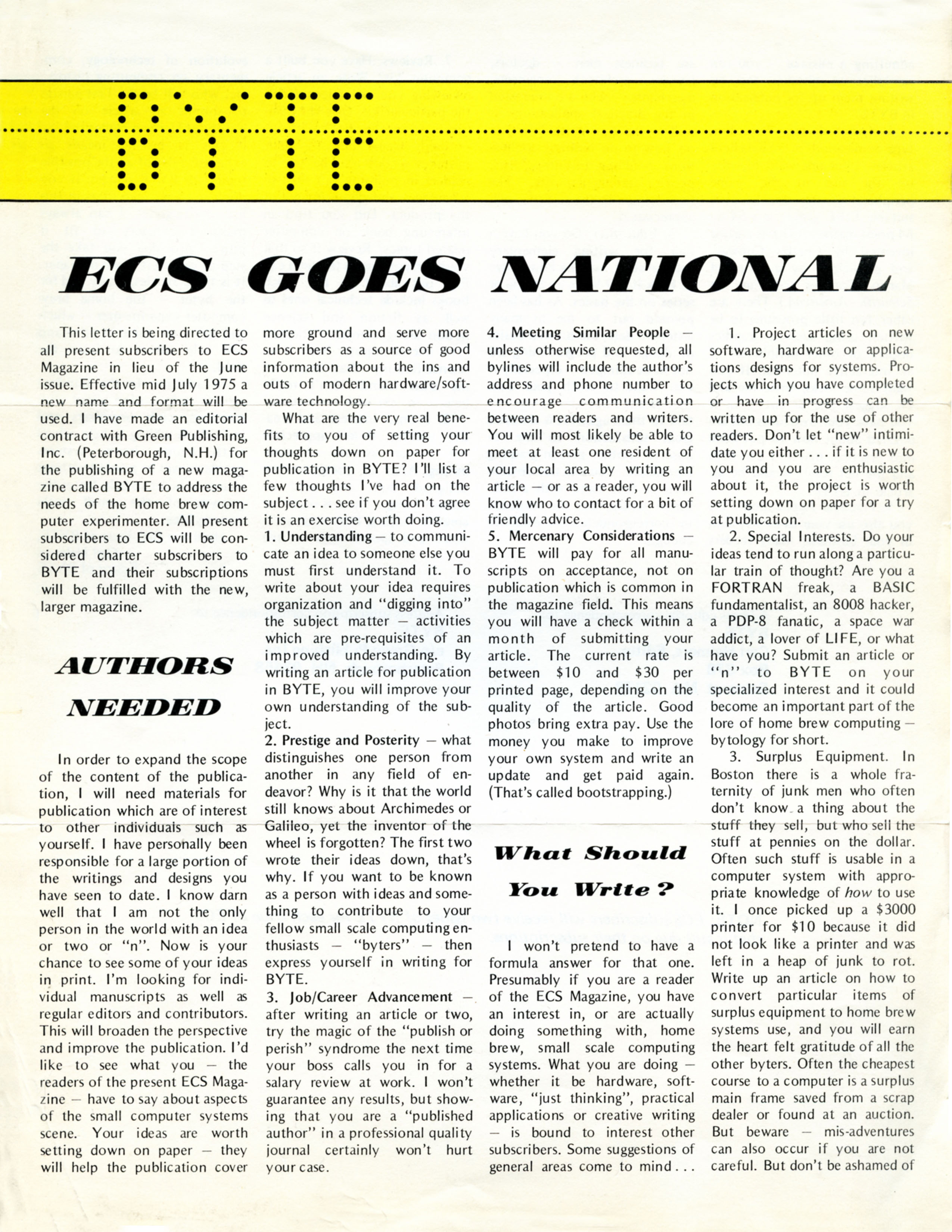
L'offerta di abbonamento alla rivista Byte fatta da Carl Helmers su ECS.

Nel 1975 Wayne Green era l'editore di 73, una rivista destinata ai radioamatori, mentre la sua ex-moglie, Virginia Londner Green, gestiva la società 73, Inc., proprietaria della pubblicazione. Nel numero del mese di agosto del 1975 di 73 Wayne Green annunciava nel suo editoriale che, grazie al buon riscontro avuto da una serie di articoli dedicati ai computer, era stata presa la decisione di iniziare la pubblicazione di una rivista dedicata esclusivamente ad essi e di farla curare dall'editore di una testata già esistente, che aveva una tiratura di 400 copie. La nuova pubblicazione si sarebbe chiamata Byte. La rivista a cui si riferiva Green era ECS, edita da Carl Helmers a partire dal mese di gennaio del 1975, nata in seguito ad una serie di 6 articoli che egli stesso aveva pubblicato nel 1974 per illustrare la progettazione e la costruzione di un personal computer denominato "Experimenter's Computer System" (ECS), basato sul microprocessore Intel 8008. L'ultimo numero di ECS fu quello di maggio del 1975: il mese successivo gli abbonati alla rivista ricevettero una lettera per posta che annunciava la nascita della rivista Byte.
Virgina Londner Green cambiò il nome della società da 73, Inc. in Green Publishing, Inc. agli inizi del 1975. I primi 5 numeri di Byte furono pubblicati da Green Publishing. Successivamente, la società cambiò ancora in Byte Publications, Inc., che risultò come editore a partire dal numero di febbraio del 1976.
Carl Helmers era comproprietario di Byte Publications, Waine Green curò l'edizione solo dei primi 4 numeri della rivista: durante lo sviluppo del 5° numero la sua ex-moglie tolse la gestione della rivista dalle mani di Green.

### I primi anni
Inizialmente sulla rivista comparvero articoli di progetti di elettronica fai-da-te o software per migliorare l'uso dei computer, come gli articoli pubblicati dall'ingegnere Steve Ciarcia che curava la rubrica "Ciarcia's Circuit Cellar", dove mensilmente presentava il progetto di un circuito elettronico da collegare al computer o progetti di più largo impatto come l'organizzazione del simposio che portò alla realizzazione dello Standard Kansas City per la registrazione dei dati su cassette a nastro. Erano inoltre pubblicati sorgenti di programmi in vari linguaggi (C, BASIC, assembly). Una caratteristica della rivista erano le copertine artistiche, realizzate da Robert Tinney. Nel 1979 Byte fu venduta a McGraw-Hill. Virginia Green rimase comunque editrice della rivista fino al 1983.

### Gli anni '80
I primi anni '80 videro la rivista affermarsi e divenire una pubblicazione di successo alla stregua di altre famose pubblicazioni quali Rolling Stone e Playboy.
Dopo l'introduzione del PC IBM la linea editoriale della rivista cambiò e lentamente abbandonò gli articoli dedicati al fai-da-te per iniziare a pubblicare recensioni di prodotti hardware e software.
Nel giugno 1985 la rivista lanciò un servizio di rete denominato BYTE Information eXchange (BIX), in cui gli utenti potevano comunicare tra loro e discutere di vari argomenti tramite pagine in formato testuale dall'aspetto simile a quelle di un BBS.
Nel 1987 Steve Ciarcia lasciò la rivista per fondarne una propria, a cui dette il nome della stessa colonna che curava su Byte, Circuit Cellar. Contemporaneamente le copertine artistiche di Tinney furono sostituite da fotografie.
Nel 1989 fu invece pubblicata l'ultima copertina artistica realizzata da Tinney.

### Gli anni '90 e il declino
Negli anni novanta la rivista continuò ad essere un punto di riferimento del settore. Nel 1993 aprì il suo sito internet sul dominio www.byte.com. Aprì anche alcune edizioni locali in Giappone, Brasile, Germania e in lingua araba in Giordania. L'edizione italiana venne pubblicata dal gennaio 1998 al n° 16 del 1999 dalla Technimedia di Roma, allora editrice di MCmicrocomputer.
Nel mese di maggio del 1998 McGraw-Hill cedette la rivista al gruppo CMP Media che, invece di rafforzare la rivista con nuovi investimenti, decise di terminarne le pubblicazioni nel mese di luglio dello stesso anno, presumibilmente per il calo di vendite e di introiti pubblicitari registrati negli ultimi tempi da Byte.
Le pubblicazioni di Byte in Germania e Giappone continuarono ininterrotte mentre la versione turca le riprese solo dopo qualche anno. Anche la versione araba fu chiusa come la rivista madre. Dopo l'interesse che i visitatori continuavano a dimostrare nei confronti del sito online, CMP decise di riaprire Byte nel 1999 come pubblicazione solo online, dal 2002 con accesso ad abbonamento. Per dare interesse a questa versione di Byte Jerry Pournelle, un vecchio editorialista della rivista cartacea, fu convinto a riprendere la sua vecchia colonna "Chaos Manor". Nel 2006, però, Pournelle abbandonò il progetto e lo scarso interesse mostrato da CMP portò ad un disinteresse dei lettori con la conseguente chiusura del sito nel 2009. Nel 2011 UBM TechWeb acquistò Byte e cominciò nuovamente a pubblicarne la versione online sul sito byte.com.
Il sito chiuse però i battenti nel 2013, decretando la fine di Byte.